# Unione Sportiva Castelnuovo Garfagnana 2004-2005
Questa voce raccoglie le informazioni riguardanti l'Unione Sportiva Castelnuovo Garfagnana nelle competizioni ufficiali della stagione 2004-2005.

## Rosa
| N. |                   | Ruolo | Calciatore         |
| -- | ----------------- | ----- | ------------------ |
|    | Italia (bandiera) | A     | Damiano Biggi      |
|    | Italia (bandiera) | P     | Gianni Careri      |
|    | Italia (bandiera) | C     | Enzo Cavalcante    |
|    | Italia (bandiera) | C     | Daniele Crudeli    |
|    | Italia (bandiera) | D     | Pasquale D'Aniello |
|    | Italia (bandiera) | A     | Manuel Fabbri      |
|    | Italia (bandiera) | D     | Pacifico Fanani    |
|    | Italia (bandiera) | C     | Valerio Fommei     |
|    | Italia (bandiera) | C     | Luigi Grassi       |
|    | Italia (bandiera) | C     | Simon Laner        |
|    | Italia (bandiera) | A     | Cristiano Luconi   |
|    | Italia (bandiera) | D     | Massimo Macelloni  |

| N. |                   | Ruolo | Calciatore           |
| -- | ----------------- | ----- | -------------------- |
|    | Italia (bandiera) | A     | Luca Magnani         |
|    | Italia (bandiera) | C     | Nicola Malventi      |
|    | Italia (bandiera) | A     | Luca Mariotti        |
|    | Italia (bandiera) | A     | Francesco Martelloni |
|    | Italia (bandiera) | D     | Giacomo Nincheri     |
|    | Italia (bandiera) | D     | Alberto Pardini      |
|    | Italia (bandiera) | A     | Vincenzo Pellecchia  |
|    | Italia (bandiera) | C     | Christian Pennucci   |
|    | Italia (bandiera) | C     | Nico Pulzetti        |
|    | Italia (bandiera) | C     | Alessio Sireno       |
|    | Italia (bandiera) | C     | Simone Tolaini       |
|    | Italia (bandiera) | P     | Marco Vaiani         |